# Альмагро (футбольный клуб)
«Альма́гро» (исп. Club Almagro) — аргентинский футбольный клуб, основанный 6 января 1911 года. В 2016 году команда выступает в Примере B Насьональ, второй по уровню лиге в системе футбольных лиг Аргентины.

## История
«Альмагро» основан в районе Альмагро города Буэнос-Айреса 6 января 1911 года. Клуб и ныне имеет спортивные объекты в этом районе, но домашний стадион команды, вмещающий 19 тыс. человек, располагается в муниципалитете Трес-де-Фебреро, входящем в состав агломерации Большой Буэнос-Айрес.
«Альмагро» впервые вышел в первый дивизион в 1938 году после выигрыша во втором дивизионе, в сезоне, который стал первым, победитель которого получал продвижение в первый дивизион. Позднее команда выиграла во втором дивизионе в 1968 году, но в переходном турнире с участием клубов первого и второго дивизионов не смогла добиться продвижения. «Альмагро» провёл большую часть своих сезонов во втором дивизионе, несколько — в третьем, но в 2000 и 2004 годах клуб завоевал продвижение в первый дивизион, но оба раза вылетал из него после первого же сезона.
В сезоне 2017/18 «Альмагро» был близок к возвращению в высший дивизион. Команда набрала одинаковое количество очков с «Альдосиви», но проиграла в золотом матче на нейтральном поле в Саранди со счётом 1:3. За вторую путёвку в Суперлигу был назначен плей-офф среди команд, занявших места со второго по девятое. Соответственно, «Альмагро» по сетке досталась слабейшая команда, пробившаяся в этот плей-офф — «Агропекуарио» (к тому же, новичок Примеры B Насьональ), причём даже ничья на своём поле могла бы вывести «Альмагро» в полуфинал. Однако «Агропекуарио» сумел выиграть в Мар-дель-Плате со счётом 2:0.

## Достижения
- Примера B (2): 1937, 1968[2]
- Примера C (1): 1971[2]